# Steve Zolotow
Steve „Z“ Zolotow (* 30. März 1945 in New York City, New York) ist ein professioneller US-amerikanischer Pokerspieler. Er trägt den Spitznamen The Bald Eagle und ist zweifacher Braceletgewinner der World Series of Poker.

## Persönliches
Zolotow ist der Sohn der Kinderbuchautorin Charlotte Zolotow (1915–2013). Seine Schwester Ellen ist unter dem Pseudonym Crescent Dragonwagon als Schriftstellerin bekannt. Er lebt in Las Vegas.

## Pokerkarriere

### Werdegang
Zolotow spielt seit 1984 professionell Pokerturniere. Seitdem erreichte er zahlreiche Geldplatzierungen bei der World Series of Poker (WSOP) am Las Vegas Strip und dem Main Event der World Poker Tour. Bei der WSOP 1995 gewann er in der Variante Chinese Poker ein Bracelet und setzte sich gegen Stars wie Doyle Brunson und Howard Lederer durch. Bei der WSOP 2001 sicherte sich der Amerikaner in Pot Limit Hold’em ein weiteres Bracelet der Turnierserie. Bei der zweiten Staffel der World Poker Tour erreichte Zolotow einen vierten Platz und erhielt knapp 260.000 US-Dollar Preisgeld, was seine größte Einnahme in einem einzelnen Turnier darstellt. Bei der WSOP 2010 belegte er bei der Weltmeisterschaft in Seven Card Stud Hi/Lo 8 den mit rund 125.000 US-Dollar dotierten vierten Platz. Seit Juni 2021 erreicht der Amerikaner im Aria Resort & Casino am Las Vegas Strip regelmäßig Finaltische der dort ausgespielten Turnierserien US Poker Open, PokerGO Cup, Poker Masters und PGT Mixed Games, deren Events Buy-ins von mindestens 10.000 US-Dollar haben.
Insgesamt hat sich Zolotow mit Poker bei Live-Turnieren mehr als 3,5 Millionen US-Dollar erspielt.

### Braceletübersicht
Zolotow kam bei der WSOP 82-mal ins Geld und gewann zwei Bracelets:
| Jahr | Buy-in (in $) | Turnier           | Teilnehmer | Preisgeld (in $) |
| ---- | ------------- | ----------------- | ---------- | ---------------- |
| 1995 | 5000          | Chinese Poker     | 024        | 112.500          |
| 2001 | 3000          | Pot Limit Hold’em | 226        | 243.335          |